# Armadillidium humectum
Armadillidium humectum är en kräftdjursart som beskrevs av Hans Strouhal 1937. Armadillidium humectum ingår i släktet Armadillidium och familjen klotgråsuggor. Inga underarter finns listade i Catalogue of Life.